# 克拉肯灣
克拉肯灣（英語：Kraken Cove），是南極洲的海灣，位於南桑威奇群島的坎德爾默斯島，在1971年由英國南極名稱諮詢委員會命名，由英國海外領土管轄。